# Mrs. Dalloway
Mrs Dalloway ist Virginia Woolfs vierter Roman und ihr zweiter „experimenteller“, mit dem sie sich neue Darstellungsformen im Roman eroberte. Sie veröffentlichte ihr Werk 1925 in ihrem eigenen Verlag, der Hogarth Press, in London.
Im Jahr 2015 wählten 82 internationale Literaturkritiker und -wissenschaftler das Werk nach George Eliots Middlemarch und Virginia Woolfs Die Fahrt zum Leuchtturm zum bedeutendsten britischen Roman.

## Inhalt
Der Roman handelt von den Gedanken und sparsamen Handlungen eines kleinen Kreises von Personen in London im Verlauf eines Junimittwochs im Jahre 1923. Im Mittelpunkt stehen Clarissa Dalloway, ihr enger Freund Peter Walsh, ihre Bekannten, deren Dienstboten und der durch seine Kriegserlebnisse traumatisierte Septimus Warren Smith, seine italienische Ehefrau Lucrezia und schließlich ein Psychiater, Sir William Bradshaw. Der erwähnt am Ende des Tages während einer Abendgesellschaft im Haus der Dalloways die Geschichte seines Patienten und verbindet so den Personenkreis der upper class mit der Unterschicht des Kriegsveteranen.
Das informative Nachwort des Herausgebers Klaus Reichert ergänzt den Roman mit V. Woolfs eigenen Kommentaren über ihr literarisches Projekt: Sie wolle „die Weltsicht des Gesunden & des Geisteskranken Seite an Seite“ darstellen, „Leben & Tod, geistige Gesundheit & Wahnsinn zum Ausdruck bringen; ich will Kritik am Gesellschaftssystem üben & es in Aktion vorführen, da wo es am intensivsten ist.“

## Erzählweise
Der Roman beginnt mit Clarissa Dalloways morgendlichem Blumenkauf in der Bond Street, einem geheimnisvollen Auto mit Fehlzündung und einem Flugzeug, das das Wort Toffee in den Himmel schreibt – also mit äußeren Ereignissen, die den Eintritt in die verschiedenen inneren Welten der Figuren bilden. Der Blumenkauf erstreckt sich über die ersten zehn Seiten des Romans, aber nur zehn kurze verstreute Hinweise ermöglichen die räumlich-geografische Einordnung der Handlung als Spaziergang in Westminster – das Thema ist die innere, nicht die äußere Welt der Figuren: „Die äußere Handlung wird fast ausschließlich durch die Reflexionen und Erinnerungen Mrs. Dalloways und der übrigen Figuren perspektivisch gebrochen vermittelt..“
Entlang der von den warnenden, dann unwiderruflichen Glockenschlägen Big Bens geordneten Stunden dieses Tages werden unter anderem Spaziergänge durch Westminster, das Flicken eines Abendkleides, der Entwurf eines Leserbriefes an die Times beim Mittagessen, eine Fahrt auf dem Oberdeck eines Busses oder die Rückkehr eines vor fünf Jahren in den indischen Kolonialdienst eingetretenen Freundes von Clarissa Dalloway und ihre abschließende Abendgesellschaft beschrieben, die auch der Premierminister besucht. Die Erzählsituation bewegt sich fließend zwischen der Wahrnehmung der äußeren Begebenheiten durch die Figuren und den sich daran anknüpfenden Assoziationen und Erinnerungen. Die äußeren Begebenheiten sind gleichsam die Orte, an denen die Perspektivenwechsel zwischen den Figuren stattfinden. In diesem „Bewusstseinsroman“ bleibt „von der äußeren Handlung nur mehr ein Gerüst aus alltäglichen, manchmal sogar recht banalen Vorgängen und Verrichtungen, auf dem die Bewusstseinsbilder einzelner Charaktere aufgespannt werden.“
Das Besondere an diesem Werk ist die Art und Weise, wie die inneren, psychischen Prozesse aus den äußeren, sichtbaren Ereignissen herausgeschält werden: Der Erzähler tritt hinter die ihre Gedanken fortspinnenden Charaktere zurück und trotz ihrer Unterschiede auch in der Schichtzugehörigkeit sind die Bewusstseinsströme der Figuren gleich tief, komplex und sprachlich ähnlich. Durch eine Kombination von direkter, indirekter und erlebter Rede mit kurzen Passagen innerer Monologe wird eine ungewohnte Intensität der Analyse psychischer Realitäten erreicht. Indem die Figuren im zeitweiligen Mittelpunkt den Staffelstab der Erzählung an die nächsten weiterreichen, entwickelt sich der Roman nicht als ein Handlungs-, sondern als ein Gedankengeflecht: Er wird an einigen Stellen so sehr zu einer Gedankenerzählung, dass die Figuren nicht erst auf äußere Handlungen reagieren, sondern schon auf die sich erst ausformenden, noch unausgesprochenen Bewusstseinsinhalte ihrer Gegenüber. Dieser Bewusstseinsstrom der Figuren, den kurz vorher auch James Joyce in seinem Roman Ulysses als Strukturprinzip angewendet hatte, zieht sich durch den Roman, mit dem Virginia Woolf einen ihrer wichtigsten Beiträge zur Entwicklung des Romans im 20. Jahrhundert geleistet hat.

## Textur der Motive
So alltäglich die sichtbaren äußeren Ereignisse meist auch sind, so grundsätzlich sind die sich hieran entzündenden Assoziationen, Fragen und Ängste, die gegenseitigen Wert- und Geringschätzungen der Figuren. Die Gedanken auch der Randfiguren zeichnen ein spannungsreiches Kaleidoskop der britischen Gesellschaft nach dem Ersten Weltkrieg: lesbische und eheliche Liebe, Karrieren und ihr Scheitern, die allmähliche Emanzipation der Frauen, die Wahnvorstellungen eines Heimkehrers von den Weltkriegs-Schlachtfeldern des Kontinents, Hilflosigkeit der Psychiater, Wohlstand und Armut, das Leben im Herzen und am Rande des britischen Empires, die kritischen Blicke der Dienstboten auf ihre Herrschaften, gesellschaftliche Erstarrung und Auswanderung zu einem neuen Aufbruch nach Kanada …
Auch das Denken der Hauptfigur, Clarissa Dalloway, das stets um ihre Abendgesellschaften kreist, stößt auf seinen mäandernden Wegen auf den frühen tödlichen Unfall ihrer Schwester, auf ihre eigene Oberflächlichkeit, ihre Krankheiten und auf ihren möglichen gesellschaftlichen Tod: „Die Furcht vor der Vergänglichkeit hat, ebenso wie die Hingabe an den Augenblick (…) leitmotivische Funktion.“ Auf den letzten Seiten des Romans wird Clarissa während ihrer Abendgesellschaft durch die Nachricht vom Selbstmord des jungen Kriegsheimkehrers erschüttert: „Sie war davongekommen. Aber dieser junge Mann hatte sich umgebracht.“ Die beiden bisher zwar verschachtelten, aber nebeneinander verlaufenden Erzählstränge und Schicksalsmöglichkeiten berühren sich im Ende, dicht neben dem eigenen Leben verläuft eine andere Schicksalsspur, in die hineinzurutschen und das Leben zu verschwenden oder zu verlieren nicht undenkbar ist. Die von der Autorin versammelten Charaktere spüren eine neue Verletzlichkeit und Unsicherheit – England ist im Wandel: „Aber war das Lady Bruton? (die sie doch gekannt hatte). War das Peter Walsh, grau geworden? fragte sich Lady Rosseter (die einmal Sally Seton gewesen war).“
Wie der Kriegsveteran Septimus Warren Smith sowohl die Konflikte in Europa als auch die sozialen Verwerfungen der englischen Gesellschaft anklingen lässt, so erweitert die Figur Peter Walsh, der vor dreißig Jahren fast Clarissa geheiratet hätte, das Themenspektrum in eine andere Richtung: Walsh, der frühere Sozialist und Kritiker der Londoner Oberschicht, kommt nach einem fünfjährigen Kolonialdienst überraschend zu den Dalloways, um nicht nur Clarissa wiederzusehen, sondern auch, um ihren Gatten nach den Plänen der Regierung für Indien zu fragen, wo der englische Kolonialismus es mit einem seit 1918 allmählich selbstbewussteren Indischen Nationalkongress zu tun hatte. Neben der titelgebenden Clarissa Dalloway und dem Kriegsveteran Septimus Warren Smith gehört auch Peter Walsh, er buchstäblich von der ersten bis zur letzten Seite der Erzählung, zum Dreigestirn der Protagonisten. Das mit diesen drei Figuren von Woolf aufgespannte sozial-politische Panorama ergänzt die kritische Sicht der Autorin auf ihre Herkunftsschicht um die wichtigsten politischen Fragen ihrer Zeit.

## Inspiration

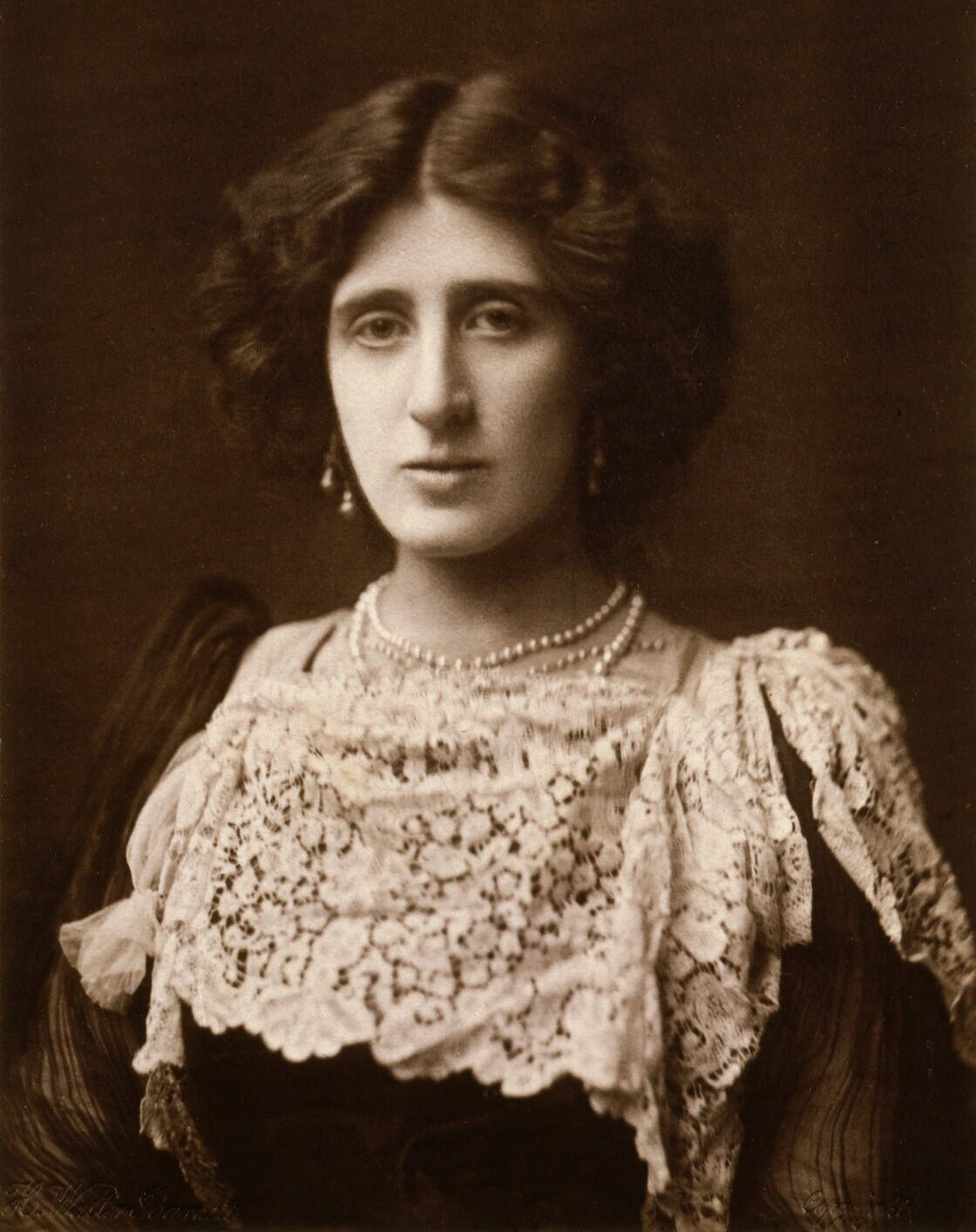
Lady Ottoline Morrell, 1902. Fotografie: Henry Walter Barnett

Im Sommer 1909 machte Virginia Woolf die Bekanntschaft von Lady Ottoline Morrell, einer Aristokratin und Kunstmäzenin. Diese schloss sich dem Bloomsbury-Kreis an und faszinierte durch ihre extravagante Erscheinung. Ihr exotischer Lebensstil beeinflusste die Gruppe, sodass die Mitglieder gern der Einladung folgten, donnerstags um zehn Uhr in ihr Haus am Bedford Square zu kommen, wo sich Besucher wie D. H. Lawrence und Winston Churchill im Salon einfanden. Später wurde auch ihr Haus Garsington Manor bei Oxford zum Treffpunkt der „Bloomsberries“. Die Autorin setzte Ottoline Morrell in ihrem Roman Mrs Dalloway, den sie als „Garsington novel“ bezeichnete, ein literarisches Denkmal.

## Ausgaben
- Virginia Woolf: Mrs Dalloway, London, Hogarth Press, 1925.
- Virginia Woolf: Eine Frau von fünfzig Jahren, übers. von Theresia Mutzenbecher, Leipzig, Insel Verlag, 1928.
- Virginia Woolf: Mrs Dalloway, übers. von Herberth E. Herlitschka und Marlys Herlitschka, Frankfurt/M., S. Fischer Verlag, 1955.
- Virginia Woolf: Mrs Dalloway, übers. von Walter Boehlich, Frankfurt/M., S. Fischer, 2003. ISBN 3-596-14002-1.
- Virginia Woolf: Mrs Dalloway, übers. und mit einem Nachwort von Hans-Christian Oeser, Stuttgart, Reclam-Verlag, 2012. ISBN 978-3-15-018886-6.
- Virginia Woolf: Mrs Dalloway, übers. von Hannelore Eisenhofer, Hamburg, Nikol, 2012. ISBN 978-3-86820-145-1.
- Virginia Woolf: Mrs Dalloway, zweisprachige Ausgabe englisch-deutsch, übers. von Kai Kilian, Köln, Anaconda Verlag, 2013. ISBN 978-3-7306-0059-7.
- Virginia Woolf: Mrs Dalloway, übers. von Melanie Waltz, mit einem Nachwort von Vea Kaiser, Köln, Manesse Verlag, 2022. ISBN 978-3-7175-2556-1.

## Sekundärliteratur
- Willi Erzgräber: Virginia Woolf: Mrs. Dalloway. In: Horst Oppel (Hrsg.): Der moderne englische Roman – Interpretationen. Erich Schmidt Verlag, 2. überarbeitete Auflage, Berlin 1971, S. 160–200.
- Kindlers neues Literatur-Lexikon, hrsg. von Walter Jens, Studienausgabe, München: Kindler 1996, Band 17. Vb-Zz, ISBN 3-463-43200-5
- Hermione Lee: Virginia Woolf. Ein Leben. Frankfurt am Main: Fischer, 2005.
- Mark Hussey: Virginia Woolf A to Z, New York 1995.
- Peter von Matt: Das verborgene Juwel – Virginia Woolf. In: Peter von Matt: Sieben Küsse. Glück und Unglück in der Literatur. Hanser, München 2017, ISBN 978-3-446-25462-6, S. 25–52.

## Adaptionen
1997 wurde der Roman von der niederländischen Oscar-Preisträgerin Marleen Gorris unter dem Titel Mrs. Dalloway verfilmt.
Außerdem bildete er die Grundlage für den Roman The Hours (deutsch Die Stunden) von Michael Cunningham, der 1999 mit dem Pulitzer-Preis ausgezeichnet wurde. Virginia Woolfs Tagebuchaufzeichnungen ist zu entnehmen, dass sie ursprünglich daran gedacht hatte, den Roman Die Stunden zu nennen. Der Roman von Cunningham wurde wiederum von Stephen Daldry unter dem Titel The Hours – Von Ewigkeit zu Ewigkeit mit Nicole Kidman als Virginia Woolf verfilmt, die für diese Rolle den Oscar erhielt.